# Gerhard Domagk
Gerhard Johannes Paul Domagk (Lagow, Alemanya 1895 - Burgberg 1964) va ser un patòleg i bacteriòleg alemany descobridor de la capacitat antimicrobiana de les sulfonamides; va ser guardonat amb el Premi Nobel de Medicina o Fisiologia l'any 1939.

## Biografia
Va néixer el 30 d'octubre de 1895 a la ciutat de Lagow, que aleshores pertanyia a la província de Brandenbrug del regne de Prússia i actualment és polonesa. En esclatar la Primera Guerra Mundial Domagk va interrompre el estudis de medicina que feia a la Universitat de Kiel per enrolar-se voluntari a l'exèrcit juntament amb alguns amics. El desembre de 1914 va ser ferit i, un cop recuperat, va formar-se com a zelador sanitari i el maig de 1915 va ser ser transferit al front oriental. Allà va ser testimoni dels efectes de la guerra en els soldats, amb membres amputats, ferides infectades i membres inflats par la gangrena. Anys després va declarar que allò que va veure durant la guerra el va esperonar per dedicar-se a trobar mitjans per combatre les infeccions. Acabada la guerra el 1918, el mateix any va reprendre els seus estudis a Kiel i el 1921 es va llicenciar en Medicina.
El 1923 va començar a treballar com a metge ajudant en el Departament de Patologia de la Universitat de Greifswald. El 1925 va casar-se amb Gertrud Struebe, que havia estat el seu primer amor. Ella va deixar el seu lloc de treball a la Cambra de Comerç Alemany a Basilea, amb un bon sou, per casar-se amb Domagk. El gener de 1925 comença a treballar a la Universitat de Münster, on van establir per a ell el Departament de Patologia experimental on seria catedràtic a partir 1958. Entre 1927 i 1929 va tenir un permís de la universitat per fer recerca als laboratoris de la IG Farbenindustrie a Wuppertal, on l'any 1927 va ser nomenat cap del departament de patologia experimental i el 1929 cap de bacteriologia a Elberfeld.
Va morir el 124 d'abril de 1964, amb seixanta-vuit anys, a la ciutat de Burgberg, població situada a Baden-Württemberg.

## Recerca científica
Treballant per a la IG Farben es va basar en els estudis iniciats per Paul Ehrlich i els seus col·laboradors, en l'ús terapèutic dels colorants com a antimicrobians que mataven microorganismes patògens sense perjudicar l'hoste. Tot i que s'havien descobert substàncies com ara el salvarsan, eficaç contra les espiroquetes i alguns compostos per combatre protozous, encara no se n'havien trobat que tinguessin efecte bactericida. La seva recerca el va dur a observar que el sulfonamida Prontosil era efectiva contra les infeccions causades pels estreptococs, i va tractar la seva pròpia filla amb aquest fàrmac, que va salvar-la de l'amputació d'un dels seus braços.
L'any 1939 li fou concedit el Premi Nobel de Medicina o Fisiologia pel descobriment del sulfonamida Prontosil, primera droga efectiva contra les infecciones bacterianes. El règim nazi el va obligar a refusar el premi, sent apressat una setmana per la Gestapo. Finalment l'any 1947 va rebre el premi, tot i que no li fou remesa la quantitat econòmica estipulada pel premi degut al temps transcorregut.
Finalitzada la Segona Guerra Mundial va ser l'introductor de l'ús de la tiosemicarbazona en el tractament de la tuberculosi. Així mateix va treballar en el camp de la quimioteràpia contra el càncer, treballs que va continuar fins a la seva jubilació l'any 1960.